# Vườn quốc gia Nimule
Vườn quốc gia Nimule là một vườn quốc gia ở Nam Sudan. Vườn quốc gia này được thiết lập năm 1954. Diện tích là 410 km².